# Kamień (obwód witebski)

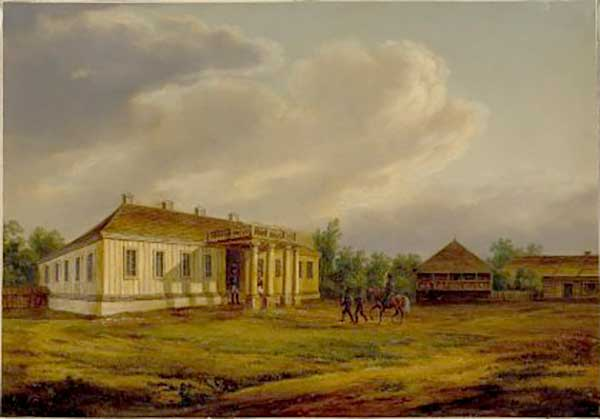
Dwór Pakoszów w Kamieniu, 1812 r., aut. Albrecht Adam

Kamień (biał. Камень; ros. Камень) – agromiasteczko na Białorusi, w rejonie lepelskim obwodu witebskiego, około 19 km na północny wschód od Lepla, nad jeziorem o tej samej nazwie, przy drodze Lepel-Witebsk, siedziba sielsowietu kamieńskiego.

## Historia
Dobra Kamień były w XVII wieku dziedzictwem rodziny książąt Sokolińskich-Druckich. W 1631 roku Krzysztof Sokoliński-Drucki (~1590–1639) ufundował tu cerkiew unicką. Jego syn, Michał sprzedał majątek rodzinie Wieliczków. Z kolei Aleksander Wieliczka sprzedał w 1711 roku Kamień (i kilka innych posiadłości) Józefowi Pakoszowi herbu Prawdzic (~1690–1758). Przez kolejnych ponad 150 lat dobra te pozostawały w rękach rodziny Pakoszów: po Józefie Kamień najprawdopodobniej odziedziczył jego najmłodszy syn Kazimierz (1733–?), następnie syn Kazimierza Jan Cyryl (1763–1845), syn Jana Józef (Jozafat)-Gotard (1800–1859). Ostatnią właścicielką Kamienia z linii Pakoszów była Teresa, córka Józefa-Gotarda (1855–?), która sprzedała majątek (po 1882 roku) marszałkowi szlachty Zaleskiemu.
Po II rozbiorze Polski w 1793 roku Kamień wcześniej należący do województwa połockiego Rzeczypospolitej, znalazł się na terenie powiatu lepelskiego guberni witebskiej Imperium Rosyjskiego.
Po ustabilizowaniu się granicy polsko-radzieckiej w 1921 roku Kamień znalazł się na terenie ZSRR. Od 1991 roku – na terenie Republiki Białorusi.
Na terenie miasteczka istnieje grodzisko o nazwie Cerkiewka (biał. Церковка). W 1796 roku wzniesiono tu kościół  (zniszczony po 1914 roku), w 1868 – cerkiew pw. św. Jerzego (zniszczoną prawdopodobnie również po 1914 roku). W 1802 roku Pakoszowie zbudowali tu kaplicę katolicką pw. św. Kazimierza. Była tu w XIX wieku synagoga, istnieją pozostałości po cmentarzu żydowskim.
W 1882 miasteczko liczyło 781 mieszkańców, funkcjonowała tu poczta, zarząd gminy i szkoła ludowa. W 2009 roku mieszkało tu 340 osób. Działa tu szkoła średnia, przychodnia lekarska, dom kultury, biblioteka i poczta.

## Dawny dwór
Nie później niż na początku XIX Pakoszowie wznieśli tu niewielki (dziewięcioosiowy), prawdopodobnie drewniany, parterowy dwór, na wysokiej podmurówce. Później dobudowano do niego portyk o czterech toskańskich kolumnach. Za balustradową attyką nad portykiem był płaski dach. Dom był zbudowany na planie szerokiego prostokąta, prawdopodobnie z dwoma bocznymi, pięcioosiowymi skrzydłami, był przykryty wysokim, gładkim, czterospadowym dachem pokrytym gontem. Po prawej stronie dziedzińca stały drewniane zabudowania gospodarcze. Dwór Pakoszów znany jest jedynie z obrazu Albrechta Adama z 1812 roku; nie wiadomo, jak długo istniał. Dziś po nim nie ma śladu.
Majątek w Kamieniu jest opisany w 4. tomie Dziejów rezydencji na dawnych kresach Rzeczypospolitej Romana Aftanazego.